# Liste der Biografien/God
Liste der Biografien |
Portal Biografien |
Personensuche
# |
A |
B |
C |
D |
E |
F |
G |
H |
I |
J |
K |
L |
M |
N |
O |
P |
Q |
R |
S |
T |
U |
V |
W |
X |
Y |
Z |
?
 
Ga |
Gb |
Gc |
Gd |
Ge |
Gf |
Gh |
Gi |
Gj |
Gk |
Gl |
Gm |
Gn |
Go |
Gp |
Gq |
Gr |
Gs |
Gu |
Gv |
Gw |
Gy |
Gz
 
Goa |
Gob |
Goc |
God |
Goe |
Gof |
Gog |
Goh |
Goi |
Goj |
Gok |
Gol |
Gom |
Gon |
Goo |
Gop |
Gor |
Gos |
Got |
Gou |
Gov |
Gow |
Goy |
Goz
Die Liste der Biografien führt alle Personen auf, die in der deutschsprachigen Wikipedia einen Artikel haben. Dieses ist eine Teilliste mit 462 Einträgen von Personen, deren Namen mit den Buchstaben „God“ beginnt.

## God

### Goda
- Goda, Gintaras (* 1965), litauischer Rechtswissenschaftler
- Goda, Hana (* 2007), ägyptische Tischtennisspielerin
- Gōda, Kiyoshi (1862–1938), japanischer Maler
- Goda, Krisztina (* 1970), ungarische Drehbuchautorin und Regisseurin
- Goda, Yukiko, japanische Molekularbiologin
- Godai, Tomoatsu (1836–1886), japanischer Politiker
- Godal, Bjørn Tore (* 1945), norwegischer Politiker, Mitglied des Storting und Diplomat
- Godal, Edward, britischer Sketchautor, Filmproduzent und Filmregisseur
- Godal, Erich (1899–1969), deutscher Zeichner, Karikaturist, Illustrator und Emigrant
- Godan Khan (1206–1251), mongolischer Khan
- Gödan, Jürgen Christoph (1938–2015), deutscher Rechtsbibliothekar
- Godana, Bonaya (1952–2006), kenianischer Politiker
- Godana, Derebe (* 1988), äthiopische Marathonläuferin
- Godár, Vladimír (* 1956), slowakischer Komponist und Musikwissenschaftler
- Godard d’Aucour, Claude (1716–1795), französischer Schriftsteller
- Godard, Agnès (* 1951), französische Kamerafrau
- Godard, Amédée, französischer Komponist
- Godard, André (1881–1965), französischer Architekt, Archäologe und Kunsthistoriker
- Godard, Armand, französischer Bildhauer des Art déco
- Godard, Barbara (1941–2010), kanadische Übersetzungswissenschaftlerin und Literaturkritikerin
- Godard, Benjamin (1849–1895), französischer Komponist
- Godard, Christian (1932–2024), französischer Comiczeichner und -autor
- Godard, Eric (* 1980), kanadischer Eishockeyspieler und -trainer
- Godard, Eugène (1827–1890), französischer Ballonfahrer und -bauer
- Godard, Eugène II (1864–1910), französischer Ballonfahrer
- Godard, Henri (1905–1978), französischer Autorennfahrer
- Godard, Jean-Luc (1930–2022), französisch-schweizerischer Regisseur und DrehbuchautorJean-Luc Godard (1930–2022)

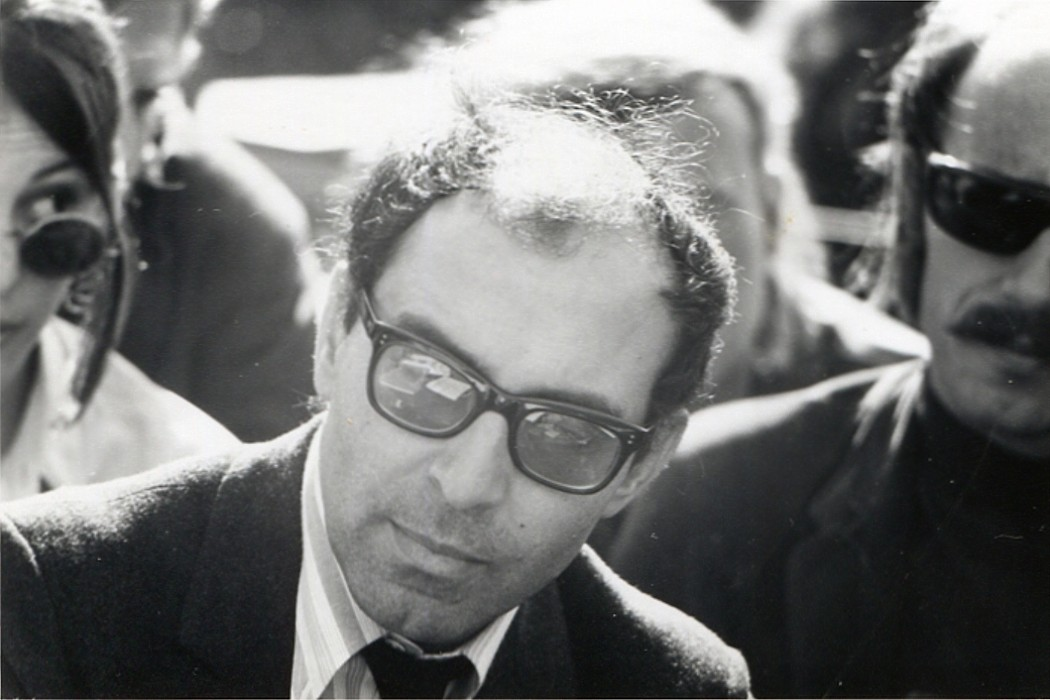
Jean-Luc Godard (1930–2022)

- Godard, Joel (* 1938), US-amerikanischer Fernsehansager
- Godard, Laura (* 1996), französische Handballspielerin
- Godard, Marcel (1888–1965), französischer Radrennfahrer
- Godard, Michel (* 1960), französischer Jazzmusiker
- Godard, Yves (1911–1975), französischer Offizier und Terrorist in der OAS
- Godard, Yvonne (1908–1975), französische Freistil-Schwimmerin
- Godart, Anne-Marie, französische Schlager- und Chansonsängerin
- Godart, Hubert (1913–1983), belgischer Radrennfahrer
- Godart, Jean-Baptiste (1775–1825), französischer Entomologe, spezialisiert auf Schmetterlinge
- Godart, Justin (1871–1956), französischer Politiker
- Godart, Louis (* 1945), belgisch-italienischer Klassischer Philologe und Mykenologe
- Godart, Maxime (* 1999), französischer SchauspielerMaxime Godart (* 1999)

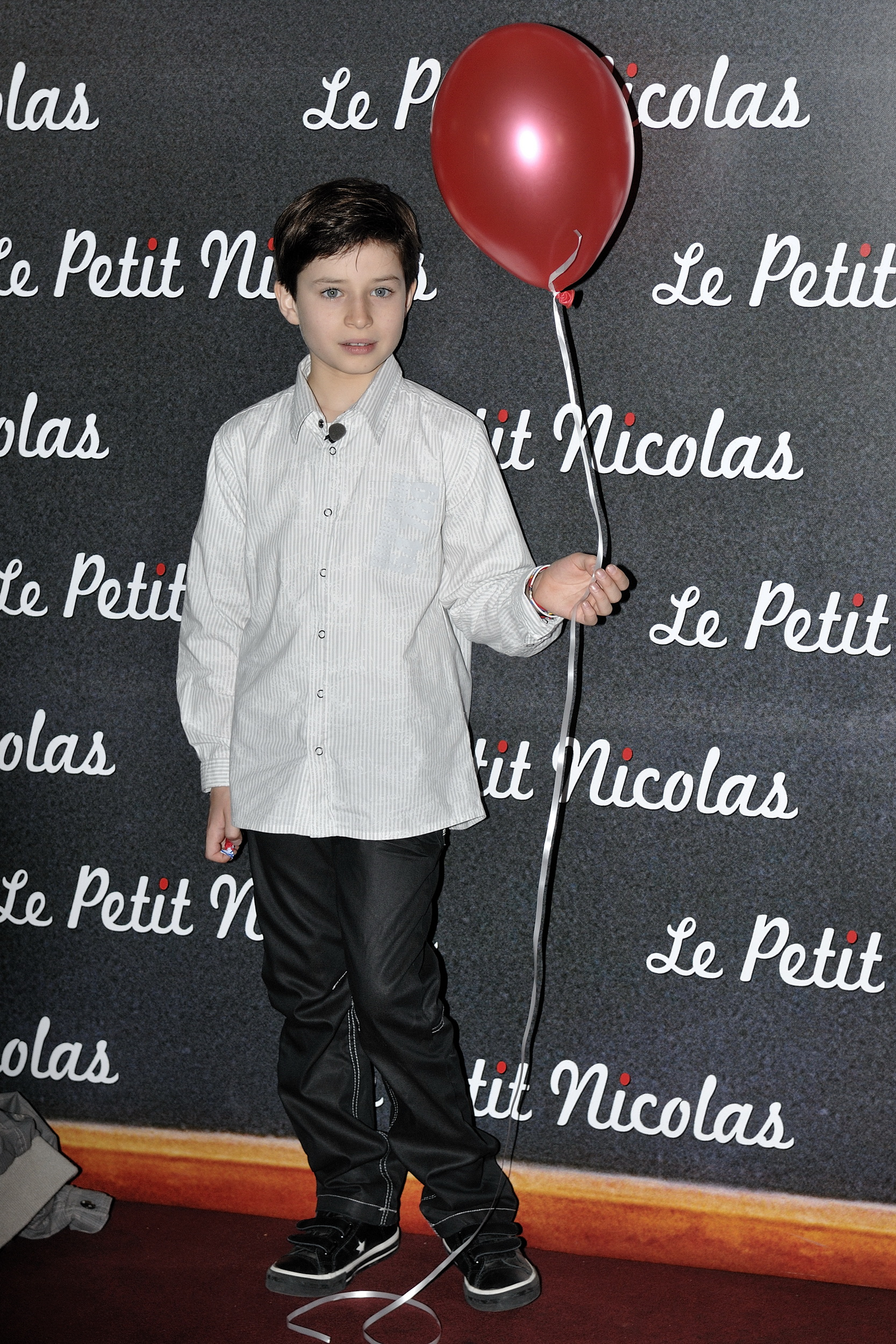
Maxime Godart (* 1999)

- Godart, Pascal, französischer Pianist
- Godart, Suzie (* 1962), luxemburgische Radrennfahrerin
- Godas († 533), vandalischer Herrscher
- Godau, Marc (* 1981), deutscher Musikpädagoge
- Godau, Marion (* 1962), deutsche Designhistorikerin
- Godau, Wilhelm (1891–1983), deutscher Politiker (SPD Danzig) und Volkstagsabgeordneter
- Godau-Schüttke, Klaus-Detlev (* 1942), deutscher Jurist
- Godayol Colom, Juan (* 1943), spanischer Ordensgeistlicher, emeritierter Prälat von Aiquile
- Godazgar, Ines (* 1966), deutsche Journalistin und Autorin
- Godazgar, Peter (* 1967), deutscher Journalist und Autor

### Godb
- Godber, Albert Percy (1875–1949), neuseeländischer Eisenbahner und Amateurfotograf
- Godber, Frederick, 1. Baron Godber (1888–1976), britischer Manager
- Godber, John (* 1956), britischer Dramatiker sowie Regisseur
- Godber, Joseph, Baron Godber of Willington (1914–1980), britischer Politiker, Mitglied des House of Commons
- Godberd, Roger, englischer Bandenführer von Geächteten
- Godbersen, Anna (* 1980), US-amerikanische Autorin
- Godbersen, Rudolf (1882–1927), deutscher Forstwirt und Hochschullehrer
- Godbersen, Ruth (1921–2006), deutsche Bildhauerin
- Godbillon, Claude (1937–1990), französischer Mathematiker
- Godbless, Tima (* 2004), nigerianische Sprinterin
- Godbold, David (* 1985), US-amerikanischer Basketballspieler
- Godbold, Jake (1933–2020), US-amerikanischer Politiker, Bürgermeister von Jacksonville (1979–1987)
- Godbole, Rohini (1952–2024), indische Physikerin und Hochschullehrerin
- Godbolt, Jim (1922–2013), britischer Jazzautor und -historiker
- Godbolt, Matt (* 1976), britischer Informatiker, Spieleentwickler und ehemaliger Google-MitarbeiterMatt Godbolt (* 1976)

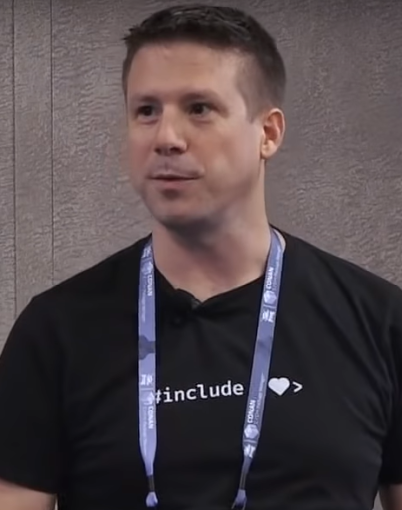
Matt Godbolt (* 1976)

- Godbout, Adélard (1892–1956), kanadischer Politiker
- Godbout, Bill (1939–2018), US-amerikanischer Informatiker
- Godbout, Claude (* 1986), kanadische Biathletin und Skilangläuferin
- Godbout, Jacques (* 1933), kanadischer Schriftsteller, Dichter und Dokumentarfilmer französischer Sprache
- Godby, Madalyn (* 1992), US-amerikanische Radsportlerin

### Godc
- Godchaux, Donna (* 1945), US-amerikanische Sängerin bei den Grateful Dead (1972–1979)
- Godchaux, Keith (1948–1980), US-amerikanischer Musiker, Teilzeitkeyboarder bei den Grateful Dead

### Godd
- Goddaert, Kristof (1986–2014), belgischer Straßenradrennfahrer
- Goddaeus, Heinrich (1742–1819), Richter am Appellationsgerichtshof in Kassel
- Goddaeus, Johann Friedrich (1692–1772), Vizekanzler der Landgrafschaft Hessen-Kassel
- Goddaeus, Johannes († 1642), deutscher Rechtswissenschaftler
- Goddaeus, Johannes (1555–1632), deutscher Rechtswissenschaftler
- Goddaeus, Nikolaus Wilhelm (1646–1719), Kanzler der Landgrafschaft Hessen-Kassel
- Goddard, Aaron (* 1982), US-amerikanischer Schauspieler
- Goddard, Arthur (1878–1956), englischer Fußballspieler
- Goddard, Calvin (1768–1842), US-amerikanischer Politiker
- Goddard, Craig (* 1984), schottischer Badmintonspieler
- Goddard, Daniel (* 1971), australischer Filmschauspieler und Model
- Goddard, David, Baron Goddard of Stockport (* 1952), britischer Politiker (Liberal Democrats) und Peer
- Goddard, Denise (1945–2023), britische Gerätturnerin
- Goddard, Drew (* 1975), US-amerikanischer Drehbuchautor, Produzent und RegisseurDrew Goddard (* 1975)

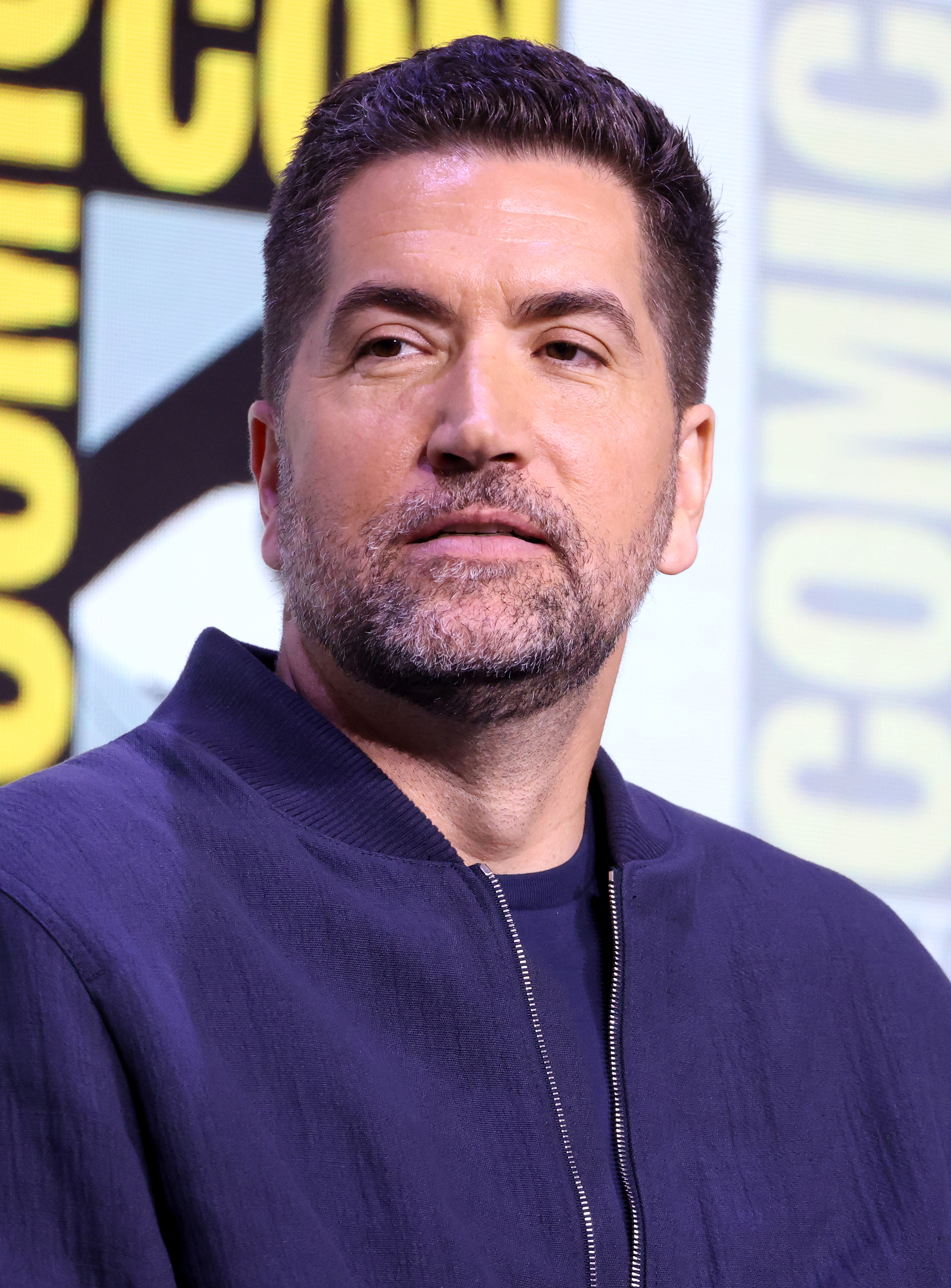
Drew Goddard (* 1975)

- Goddard, Gabby (* 2000), US-amerikanische Volleyballspielerin
- Goddard, George (1903–1987), englischer Fußballspieler
- Goddard, George (1924–1988), trinidadischer Musiker
- Goddard, George Bouverie (1832–1886), britischer Maler und Illustrator
- Goddard, Joe D. (* 1936), US-amerikanischer Chemieingenieur
- Goddard, Jonathan († 1675), britischer Mediziner
- Goddard, Mark (1936–2023), US-amerikanischer Schauspieler
- Goddard, Mary Katharine (1738–1816), US-amerikanische Verlegerin und Postmaster in Baltimore
- Goddard, Michael, australischer Genetiker und Hochschullehrer
- Goddard, Paul (* 1959), englischer Fußballspieler
- Goddard, Paul Beck (1811–1866), US-amerikanischer Arzt und Foto-Pionier
- Goddard, Paulette (1910–1990), US-amerikanische SchauspielerinPaulette Goddard (1910–1990)

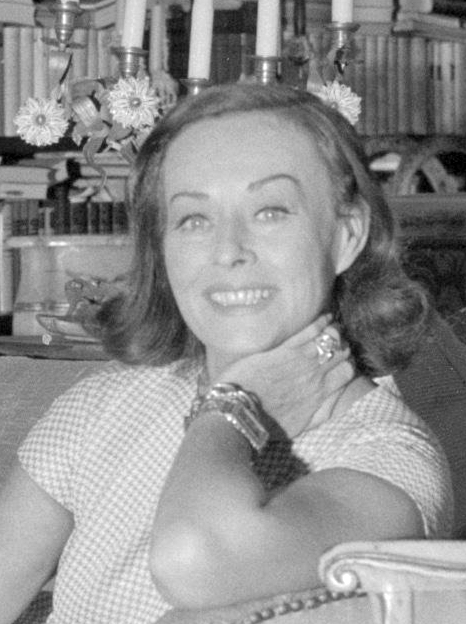
Paulette Goddard (1910–1990)

- Goddard, Peter (* 1945), britischer theoretischer Physiker
- Goddard, Pliny Earle (1869–1928), US-amerikanischer Linguist und Ethnologe
- Goddard, Raynor, Baron Goddard (1877–1971), britischer Jurist
- Goddard, Renee (1923–2025), deutsche Schauspielerin
- Goddard, Robert (1882–1945), amerikanischer Wissenschaftler und Raketenpionier
- Goddard, Samuel Pearson junior (1919–2006), US-amerikanischer Politiker
- Goddard, Spike (* 1992), australischer Automobilrennfahrer
- Goddard, Stephanie (* 1988), deutsch-englische Fußballspielerin
- Goddard, Terry (* 1947), US-amerikanischer Soldat, Jurist und Politiker
- Goddard, Tracy (* 1969), britische Sprinterin
- Goddard, Trevor (1931–2016), südafrikanischer Cricketspieler
- Goddard, Trevor (1962–2003), englischer Boxsportler und Schauspieler
- Goddard, William A (1913–1997), US-amerikanischer Ingenieur
- Goddard, William A. (* 1937), US-amerikanischer Chemiker
- Goddard, Willoughby (1926–2008), britischer Schauspieler
- Goddäus, Christoph Ludwig (1723–1793), Bürgermeister von Kassel
- Goddäus, Friedrich Heinrich (1734–1795), Bürgermeister von Kassel
- Godday, James (* 1984), nigerianischer Leichtathlet
- Gödde, Björn (* 1969), deutscher Schauspieler, Moderator, Musiker, Sänger
- Godde, Étienne-Hippolyte (1781–1869), französischer Architekt
- Godde, Françoise (* 1944), französische Schauspielerin
- Gödde, Henriette (* 1986), deutsche Opern- und Konzertsängerin der Stimmlage Alt
- Gödde, Marco (* 1967), deutscher Kabarettist, Musiker und Buchautor
- Gödde, Stefan (* 1975), deutscher ModeratorStefan Gödde (* 1975)

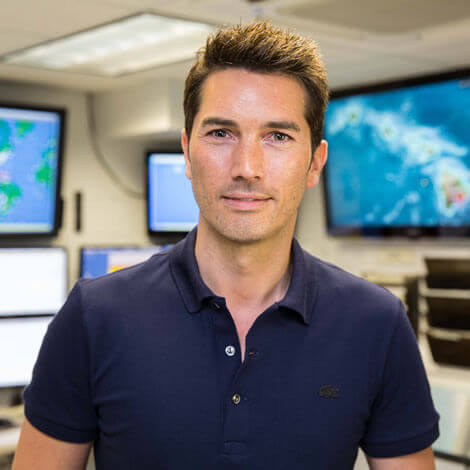
Stefan Gödde (* 1975)

- Gödde, Susanne (* 1965), deutsche Altphilologin
- Goddek, Matthias (* 1986), deutscher Basketballspieler
- Godden, Charles Henry (1922–2020), britischer Diplomat, Gouverneur von Anguilla
- Godden, Gerty (1905–1961), deutsche Sängerin, Schauspielerin und Kabarettistin
- Godden, Reginald (1905–1987), kanadischer Pianist und Musikpädagoge
- Godden, Rudi (1907–1941), deutscher Sänger und Filmschauspieler
- Godden, Rumer (1907–1998), britische Schriftstellerin
- Gödden, Walter (* 1955), deutscher Literaturwissenschaftler
- Godderij, P. J. M. (* 1950), niederländischer Generalleutnant
- Göddertz, Aloys (1812–1872), deutscher Kaufmann, Publizist und Politiker
- Göddertz, Thomas (* 1960), deutscher Politiker (SPD), MdL
- Göddertz, Willi (* 1956), deutscher Fußballspieler
- Göddertz, Wolfgang (1944–2016), deutscher Künstler
- Gödderz, Paul Henning (* 1972), deutscher Schauspieler
- Goddess Bunny, The (1960–2021), US-amerikanische Entertainerin, Dragqueen, Schauspielerin und Model
- Goddet, Jacques (1905–2000), französischer Sport-JournalistJacques Goddet (1905–2000)

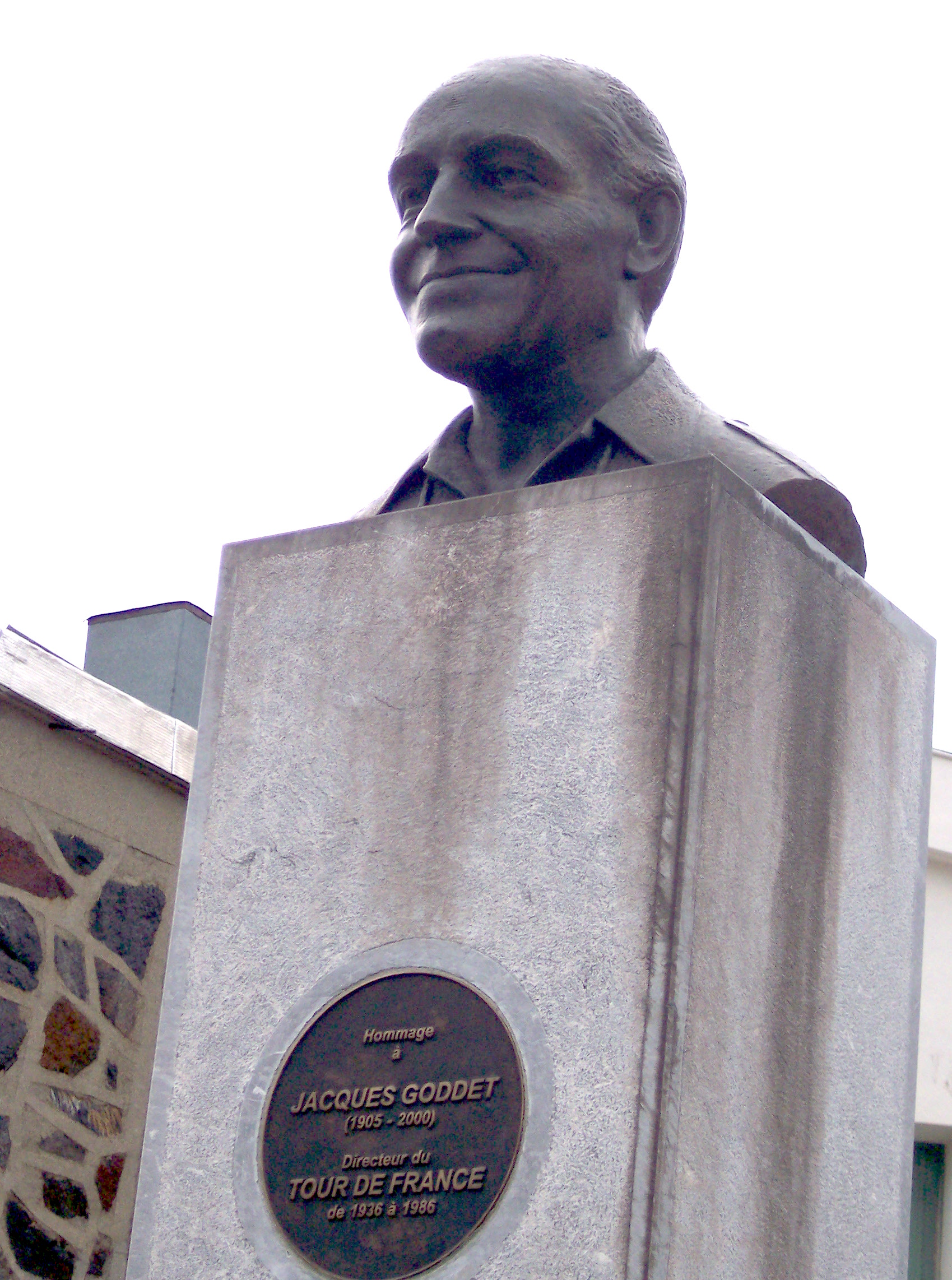
Jacques Goddet (1905–2000)

- Goddijn, Walter (1921–2007), niederländischer Ordensgeistlicher, Religionssoziologe und Hochschullehrer
- Goddijn-Vigreux, Corinne (* 1964), französische Unternehmerin und Managerin
- Godding, Brian (1945–2023), britischer Gitarrist
- Godding, Emile (1841–1898), belgischer Genremaler
- Goddio, Franck (* 1947), französischer Unterwasser-Archäologe
- Goddyn, Sylvie (* 1964), französische Politikerin

### Gode
- Gode, Alexander (1906–1970), deutsch-amerikanischer Begründer der Plansprache Interlingua
- Göde, Christian August Gottlieb (1774–1812), deutscher Rechtswissenschaftler und Hochschullehrer
- Gode, Götz (1905–1969), deutscher Schriftsteller
- Göde, Henning († 1521), deutscher Jurist
- Gode, Lutz (* 1940), deutscher Maler und Grafiker
- Göde, Rico (* 1982), deutscher Handballspieler und -trainer
- Godeau, Antoine (1605–1672), französischer Dichter und Schriftsteller
- Godeau, Roger (1920–2000), französischer Radrennfahrer
- Godeaux, Lucien (1887–1975), belgischer Mathematiker
- Godebold II. († 1144), Burggraf von Würzburg
- Godebold von Meißen († 1140), Bischof von Meißen
- Godebold von Utrecht († 1127), Bischof von Utrecht
- Godebski, Cyprian (1835–1909), polnischer Bildhauer
- Godec, Alenka (* 1964), slowenische Sängerin
- Godeč, Ivana (* 2001), montenegrinische Handballspielerin
- Godec, Werner (* 1946), deutscher Graveur und Medailleur
- Godechot, Jacques (1907–1989), französischer Historiker
- Godeck, Hans (1872–1960), deutscher Theaterschauspieler
- Gödecke, Carina (* 1958), deutsche Politikerin (SPD), MdLCarina Gödecke (* 1958)

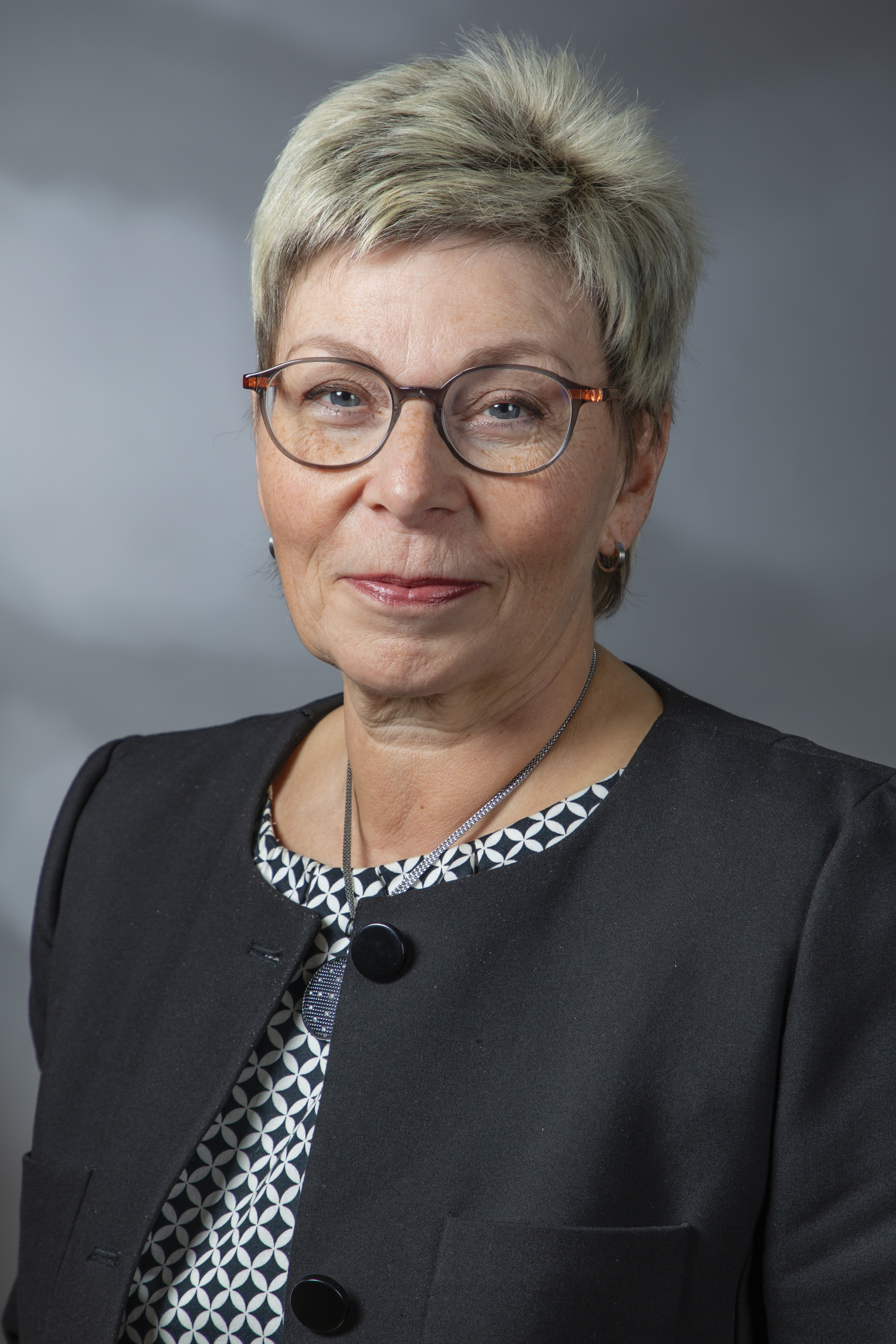
Carina Gödecke (* 1958)

- Gödecke, Cornelia (* 1960), deutsche Politikerin (SPD), MdL
- Gödecke, Gerhard (* 1925), deutscher Fußballspieler
- Gödecke, Hans, deutscher Maler und Kirchenmaler des Barock
- Gödecke, Heinz-Erich (* 1944), deutscher Jazzmusiker
- Gödecke, Wilhelm (1928–2018), deutscher Politiker (CDU), MdL
- Godecki, Marzena (* 1978), australische Schauspielerin
- Godée, Mikael (* 1957), schwedischer Jazzmusiker (Saxophon, Komposition)
- Godeffroy, Adolph (1814–1893), deutscher Politiker, MdHB, Kaufmann und Direktor der HAPAG
- Godeffroy, Carl (1787–1848), hanseatischer Diplomat
- Godeffroy, Ernst (1884–1963), deutscher Reeder
- Godeffroy, Gustav (1817–1893), deutscher Kaufmann und Hamburger Senator
- Godeffroy, Jean Cesar (1742–1818), deutscher Kaufmann

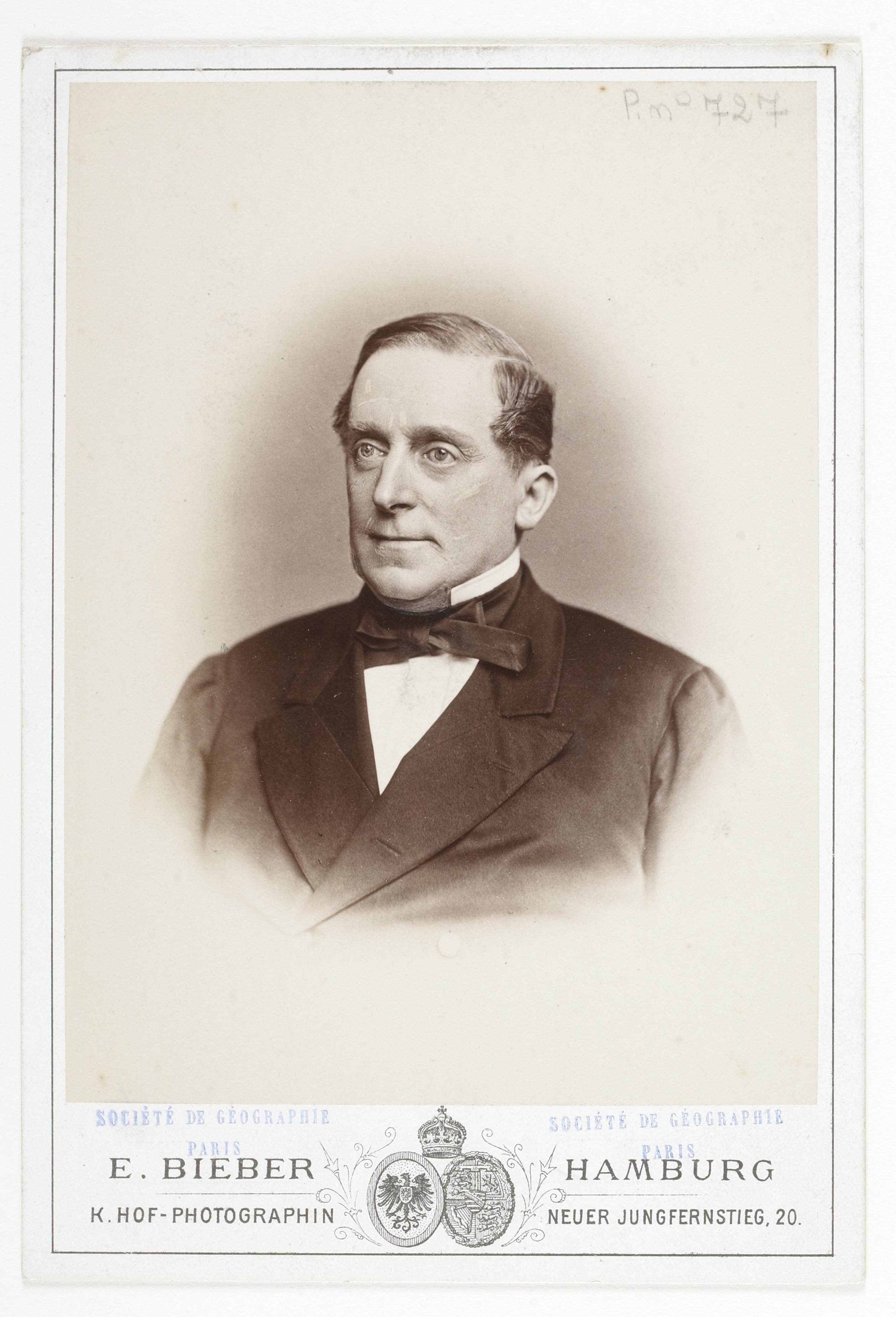
Johan Cesar Godeffroy (1813–1885)

- Godeffroy, Johan Cesar (1781–1845), deutscher Kaufmann und Reeder
- Godeffroy, Johan Cesar (1813–1885), deutscher Unternehmer und Politiker, MdHBJohan Cesar Godeffroy (1813–1885)
- Godeffroy, Johan Cesar (1838–1912), deutscher Kaufmann
- Godeffroy, Oscar (1875–1953), deutscher Kaufmann
- Godeffroy, Peter (1749–1822), deutscher Kaufmann
- Godeffroy, Richard (1847–1895), österreichischer Chemiker
- Godefridus de Henelare, Bürgermeister in Brilon
- Godefridus de Mescede, Bürgermeister in Brilon
- Godefroi, Michael Hendrik (1814–1882), niederländischer Jurist und Politiker
- Godefroid, Evrard (1932–2013), belgischer Radrennfahrer
- Godefroid, Félix (1818–1897), belgisch-französischer Harfenist und Komponist
- Godefroid, Marie Eléonore (1778–1849), französische Malerin
- Godefroid, Sébastien (* 1971), belgischer Segler, Weltmeister und Trainer
- Godefroit, Pascal (* 1967), belgischer Wirbeltierpaläontologe
- Godefroot, Walter (* 1943), belgischer Radsportler und Team-Manager
- Godefroy von Briel († 1275), Baron von Karytaina
- Godefroy von Huy, maasländischer Goldschmied
- Godefroy, Charles (1888–1958), französischer PilotCharles Godefroy (1888–1958)

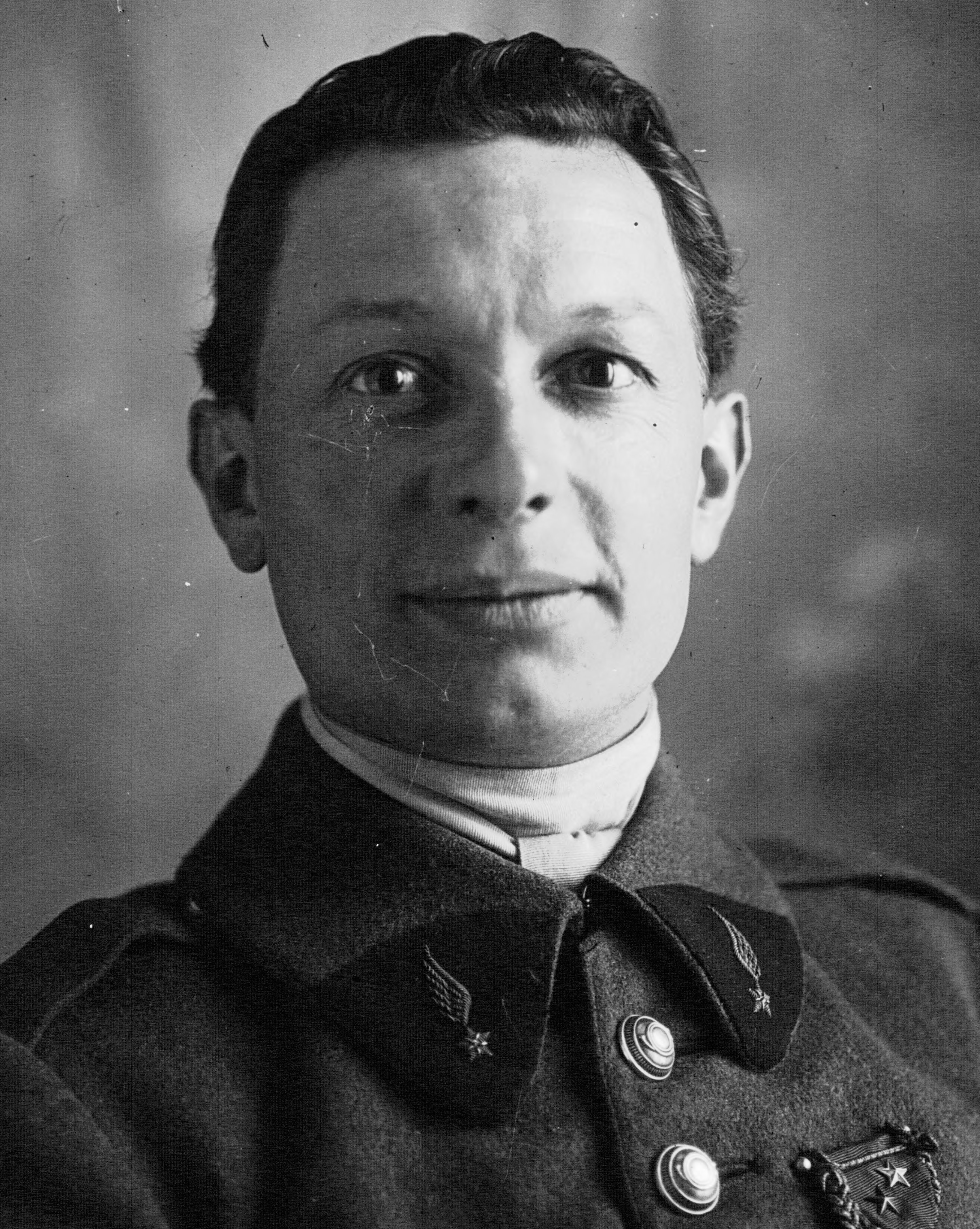
Charles Godefroy (1888–1958)

- Godefroy, Denis (1615–1681), französischer Historiograph
- Godefroy, François (1743–1819), französischer Kupferstecher und Grafiker
- Godefroy, Frédéric (1826–1897), französischer Philologe, Lexikograph und Journalist
- Godefroy, Marie (1873–1953), französischer Trappistenabt
- Godefroy, Théodore (1580–1649), französischer Historiker und Diplomat
- Godegisel (443–501), Burgunderkönig, Sohn von Gundioch
- Godehard von Hildesheim (960–1038), Heiliger des Mittelalters, Abt von Niederalteich und Bischof von Hildesheim
- Godek, Jarosław (* 1981), polnischer Ruderer
- Godel, Arkadiusz (* 1952), polnischer Florettfechter und Olympiasieger
- Godel, Arthur (* 1946), Schweizer Kulturjournalist
- Gödel, Christoph (* 1945), deutscher Jurist
- Godel, Gaston (1914–2004), Schweizer Leichtathlet
- Gödel, Kurt (1906–1978), österreichisch-amerikanischer Mathematiker und LogikerKurt Gödel (1906–1978)

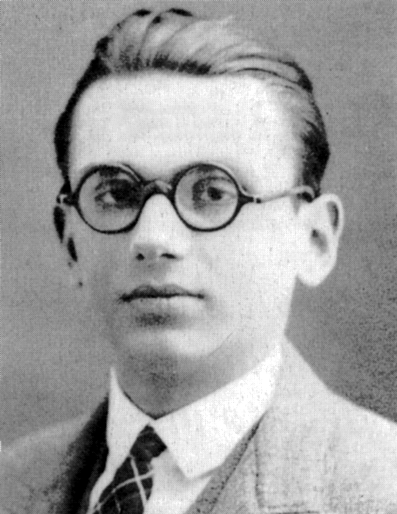
Kurt Gödel (1906–1978)

- Gödel, Otto (1922–2002), deutscher Winzer und Heimatforscher
- Godel, Rainer (* 1968), deutscher Germanist
- Godel, Robert (1902–1984), Schweizer Altphilologe, Turkologe, Armenologe, Linguist und Romanist
- Godel, Vahé (* 1931), französischsprachiger Schweizer Schriftsteller und Übersetzer
- Gödel-Lannoy, Hermann (1820–1892), österreichischer Politiker
- Godelaib († 808), Statthalter des dänischen Königs Göttrik in Reric
- Godeleva († 1070), Märtyrerin und Schutzheilige
- Godeliauskas, Ramūnas (* 1973), litauischer Politiker
- Godelier, Maurice (* 1934), französischer ökonomischer Anthropologe
- Godelli, Daniel (* 1992), albanischer Gewichtheber
- Gödelmann, Johann Georg (1559–1611), deutscher Jurist, Diplomat und Hexentheoretiker
- Godemann, Werner (1924–2010), deutscher Schauspieler
- Godement, Roger (1921–2016), französischer Mathematiker
- Godemir, Ban des mittelalterlichen Königreiches Kroatien (969 bis 995)
- Goden, Kevin (* 1999), deutscher Fußballspieler
- Goden, Peter (* 1968), deutscher Jazzmusiker (Saxophon, Querflöte, Komposition) und Instrumentalmusiklehrer (Saxophon, Querflöte, Klarinette)
- Godena, Michele (* 1967), italienischer Schachspieler
- Godenne, René (1937–2021), belgischer Romanist und Literaturwissenschaftler
- Godenrath, Kerstin (* 1979), deutsche Politikerin (CDU), MdL
- Godenschweg, Ludwig (1889–1942), deutscher Bildhauer und Radierer
- Godenschweger, Anja (* 1961), deutsche Synchronsprecherin
- Godenzi, Gunhild (* 1974), deutsche Rechtswissenschaftlerin und Hochschullehrerin
- Godeoc, König der Langobarden
- Godepert († 662), König der Langobarden
- Goder, Sebastian (* 1964), deutscher SchauspielerSebastian Goder (* 1964)

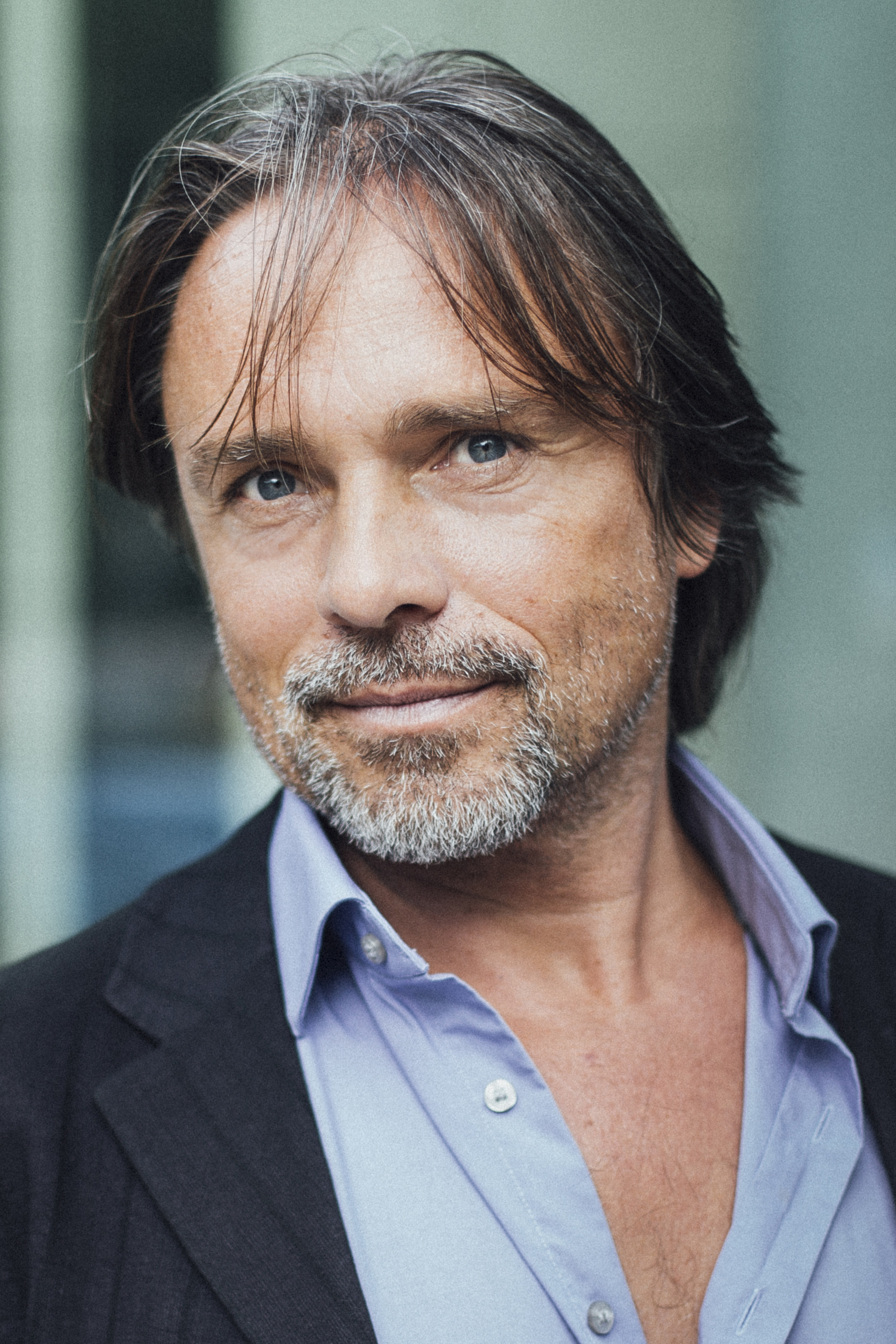
Sebastian Goder (* 1964)

- Goder, Tomáš (* 1974), tschechischer Skispringer
- Goderam († 1030), erster Abt des Klosters St. Michaelis in Hildesheim
- Goderbauer, Gertraud (* 1955), bayerische Politikerin (CSU), MdL
- Goderbauer-Marchner, Gabriele (1960–2016), deutsche Politikerin (CSU), Journalistin und Hochschullehrerin
- Goderie, Maartje (* 1984), niederländische Hockeyspielerin
- Goderis, Hans, niederländischer Marinemaler
- Göderitz, Johannes (1888–1978), deutscher Architekt, Stadtplaner, Baubeamter und HochschullehrerJohannes Göderitz (1888–1978)

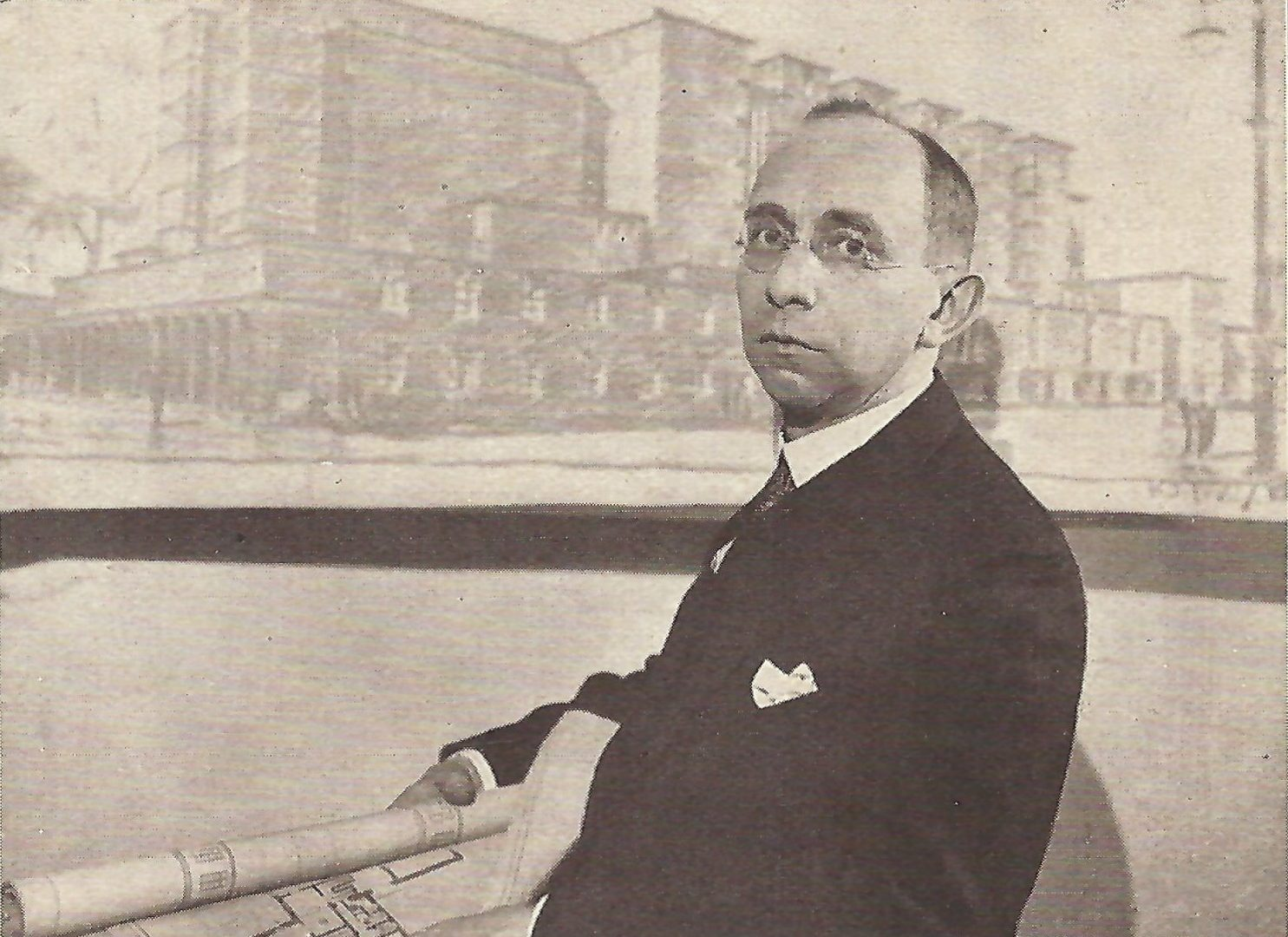
Johannes Göderitz (1888–1978)

- Gödert, Winfried (* 1950), deutscher Bibliothekar und Hochschullehrer
- Göderz, Johannes (* 1988), deutscher Fußballspieler
- Godesberg, Tilmann Joseph (1690–1754), deutscher Priester und Offizial im Erzbistum Köln
- Godescalcus († 742), Herzog von Benevent
- Godescalcus, Erster Klosterpropst zu Uetersen
- Godesdiu, Äbtissin der Frauenstifte Herford und Metelen
- Godet, Anatole (1839–1887), französischer Fotograf
- Godet, Aurélie, französische Filmkritikerin
- Godet, Frédéric (1812–1900), Schweizer Theologe
- Godet, Georges Edouard (1845–1907), Schweizer evangelischer Geistlicher und Hochschullehrer
- Godet, Philippe (1850–1922), Schweizer Schriftsteller
- Godet, Robert (1866–1950), Schweizer Journalist, Musikkritiker und Übersetzer
- Godewijk, Margaretha van (1627–1677), niederländische Dichterin, Malerin und Kupferstecherin des Goldenen Zeitalters
- Godewols, Ludwig (1870–1926), deutscher Maler

### Godf
- Godfree, Leslie (1885–1971), englischer Tennisspieler
- Godfrejów, Bogumił (* 1976), polnischer Kameramann
- Godfrey de Ludham († 1265), englischer Geistlicher, Erzbischof von York
- Godfrey, Arthur (1903–1983), US-amerikanischer Radio- und Fernseh-ModeratorArthur Godfrey (1903–1983)

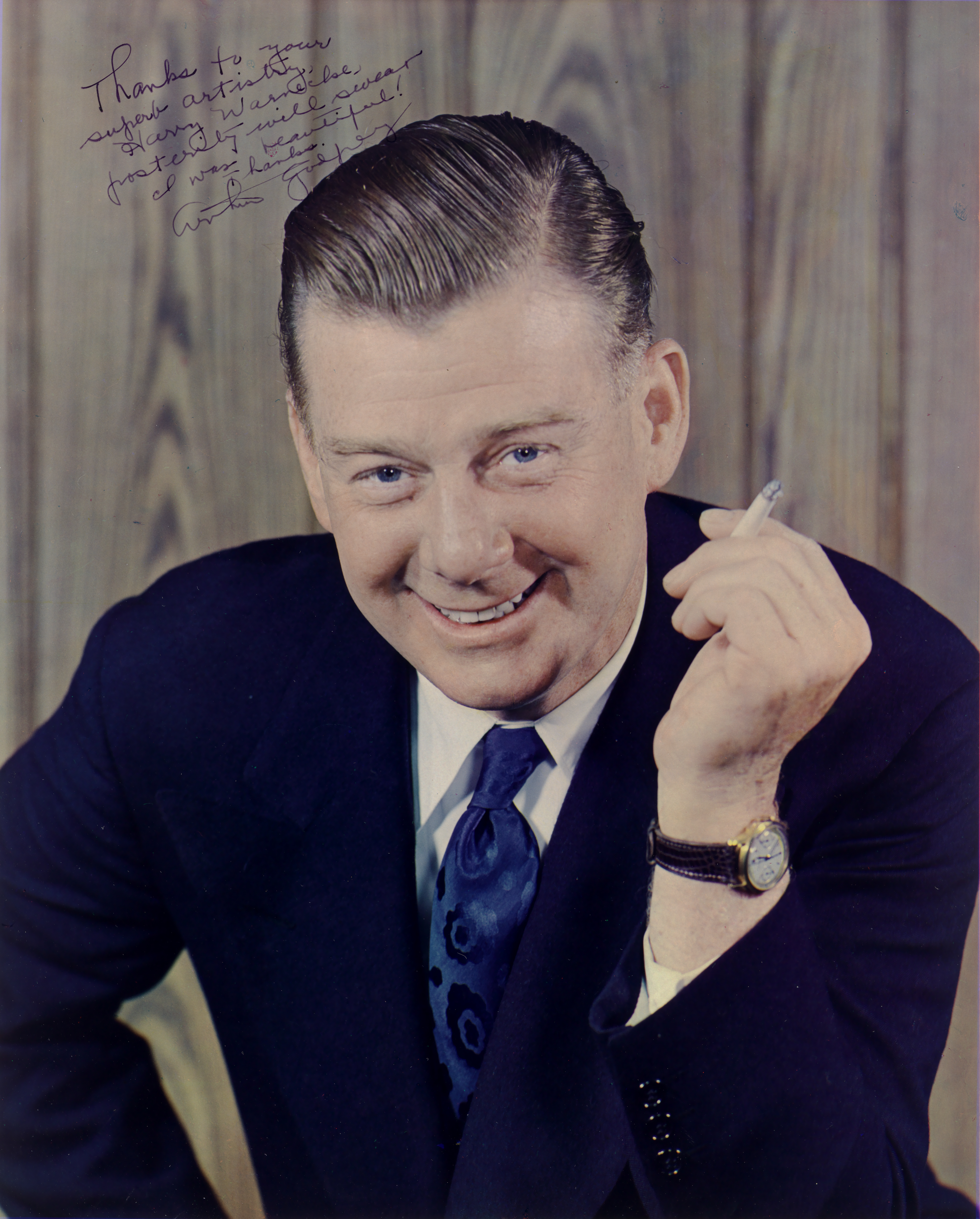
Arthur Godfrey (1903–1983)

- Godfrey, Ben (* 1998), englischer Fußballspieler
- Godfrey, Bob (1921–2013), britischer Animator, Filmproduzent und Regisseur
- Godfrey, Dan (1868–1939), britischer Dirigent
- Godfrey, Edwin Rice (1842–1922), US-amerikanischer Politiker
- Godfrey, George (1888–1965), südafrikanischer Schwimmer
- Godfrey, George (1897–1947), US-amerikanischer Boxer im Schwergewicht
- Godfrey, Hayden (* 1978), neuseeländischer Radrennfahrer
- Godfrey, Jinx, britische Filmeditorin
- Godfrey, Kate (* 2003), US-amerikanische Schauspielerin
- Godfrey, Leigh (* 1989), australische Softballspielerin
- Godfrey, Linsey (* 1988), US-amerikanische Schauspielerin
- Godfrey, Mark, kanadischer Jazzmusiker (Bass, Komposition)
- Godfrey, Oliver (1887–1916), britischer Motorradrennfahrer
- Godfrey, Patrick (* 1933), britischer Film- und Fernsehschauspieler
- Godfrey, Paul, britischer Air Vice-Marshal
- Godfrey, Peter (1899–1970), britischer Regisseur, Autor, Schauspieler und Produzent
- Godfrey, Robert John (* 1947), englischer Komponist, Pianist und Gründungsmitglied der Band The Enid
- Godfrey, Tommy (1916–1984), englischer Komiker und Schauspieler
- Godfrey, Warren (1931–1997), kanadischer Eishockeyspieler
- Godfrey, William (1889–1963), Erzbischof von Westminster, Kardinal
- Godfrey, Wyck, US-amerikanischer Filmproduzent
- Godfroid, Marc (* 1960), belgischer Jazzmusiker

### Godi
- Godi, Franco (* 1940), italienischer Musiker, Komponist, Dirigent, Arrangeur und Musikproduzent
- Godia, Paco (1921–1990), spanischer Rennfahrer
- Gödicke, Charlotte (1932–2013), deutsche Lehrerin und private Entwicklungshelferin
- Gödicke, Fritz (1919–2009), deutscher Fußballspieler, -trainer und -funktionär
- Gödicke, Patrick (* 1970), deutscher Jurist, Richter am Bundesgerichtshof
- Gödicke, Robert (1829–1910), russischer Architekt
- Godie, Lee (1908–1994), amerikanische autodidaktische Künstlerin
- Godigisel († 406), König der Vandalen
- Godilas, oströmischer Heermeister
- Godin de Beaufort, Carel (1934–1964), niederländischer Formel-1-FahrerCarel Godin de Beaufort (1934–1964)

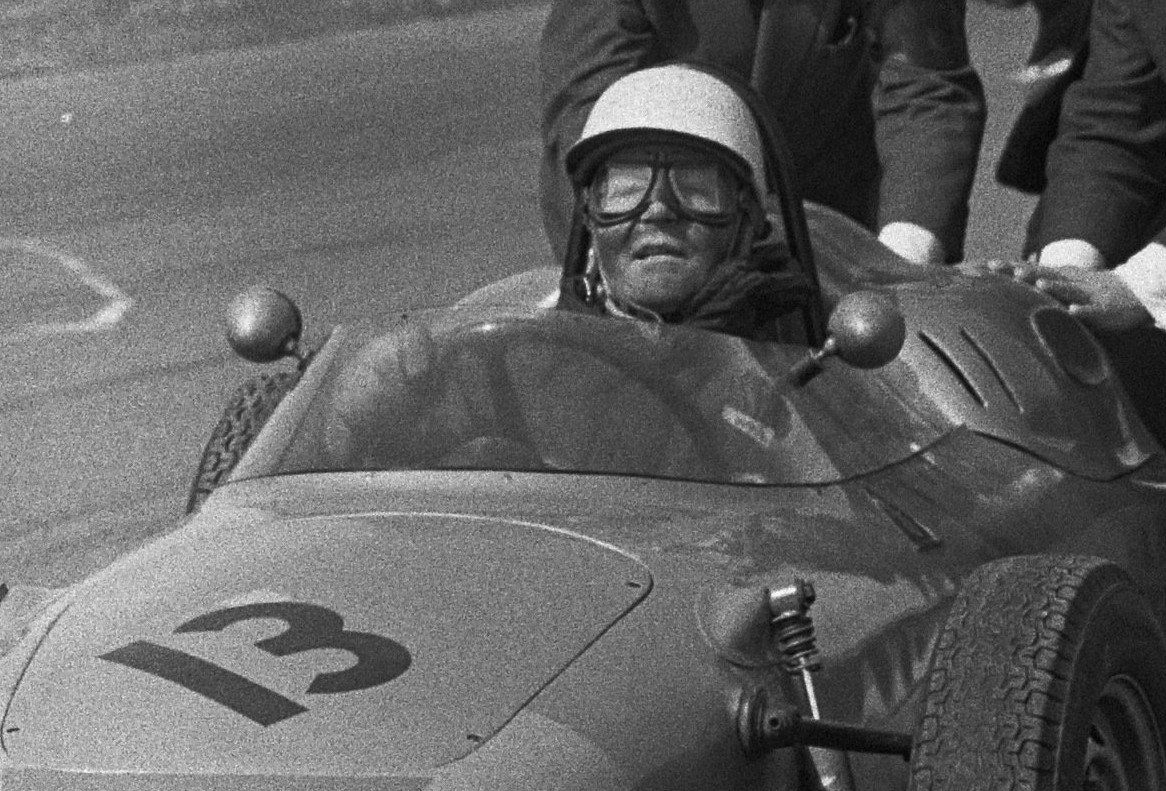
Carel Godin de Beaufort (1934–1964)

- Godin des Odonais, Isabel (1728–1792), Reisende
- Godin, Bernhard von (1781–1866), deutscher Ministerialbeamter
- Godin, Christian von (1765–1817), fürstlich Hohenlohe-Bartensteinischer Hofrat in Bartenstein
- Godin, Christoph von (1835–1891), bayerischer General der Infanterie
- Godin, David (1936–2004), englischer Soulmusiker und Musikjournalist
- Godín, Diego (* 1986), uruguayischer FußballspielerDiego Godín (* 1986)

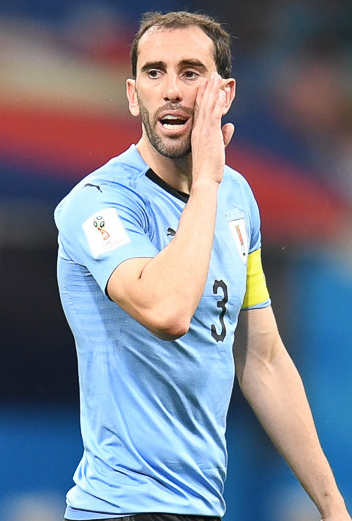
Diego Godín (* 1986)

- Godin, Eddy (* 1957), kanadischer Eishockeyspieler
- Godin, Edgar (1911–1985), kanadischer Geistlicher, römisch-katholischer Bischof von Bathurst
- Godin, Emmerich Freiherr von (1881–1934), bayerischer Major, Ritter des Militär-Max-Joseph-Ordens
- Godin, Franz, deutscher Stilllebenmaler
- Godin, Guillaume Pierre (1260–1336), Kardinalbischof von Sabina
- Godin, Ignaz von (1866–1917), bayerischer Generalmajor
- Godin, Jacques (1930–2020), kanadischer Schauspieler
- Godin, Jean (1713–1792), französischer Naturforscher und Kartograf
- Godin, Jean-Baptiste André (1817–1888), frühsozialistischer Unternehmer (Ofenfabrikant)
- Godin, Louis (1704–1760), französischer Astronom
- Godin, Ludwig von (1814–1898), bayerischer Forstbeamter und Präsident der fürstlich hohenzollernschen Hofkammer
- Godin, Marcel (1932–2008), kanadischer Schriftsteller und Journalist
- Godin, Marie Amelie von (1882–1956), deutsche Schriftstellerin, Frauenrechtlerin und Albanologin
- Godin, Michael von (1896–1982), deutscher Polizist, Leiter einer Polizeieinheit, welche 1923 den Hitler-Ludendorff-Putsch stoppte
- Godin, Noël (* 1945), belgischer Autor, Kritiker und notorischer Tortenwerfer
- Godin, Reinhard von (1884–1964), Jurist und Notar
- Godin, Seth (* 1960), US-amerikanischer Autor und UnternehmerSeth Godin (* 1960)

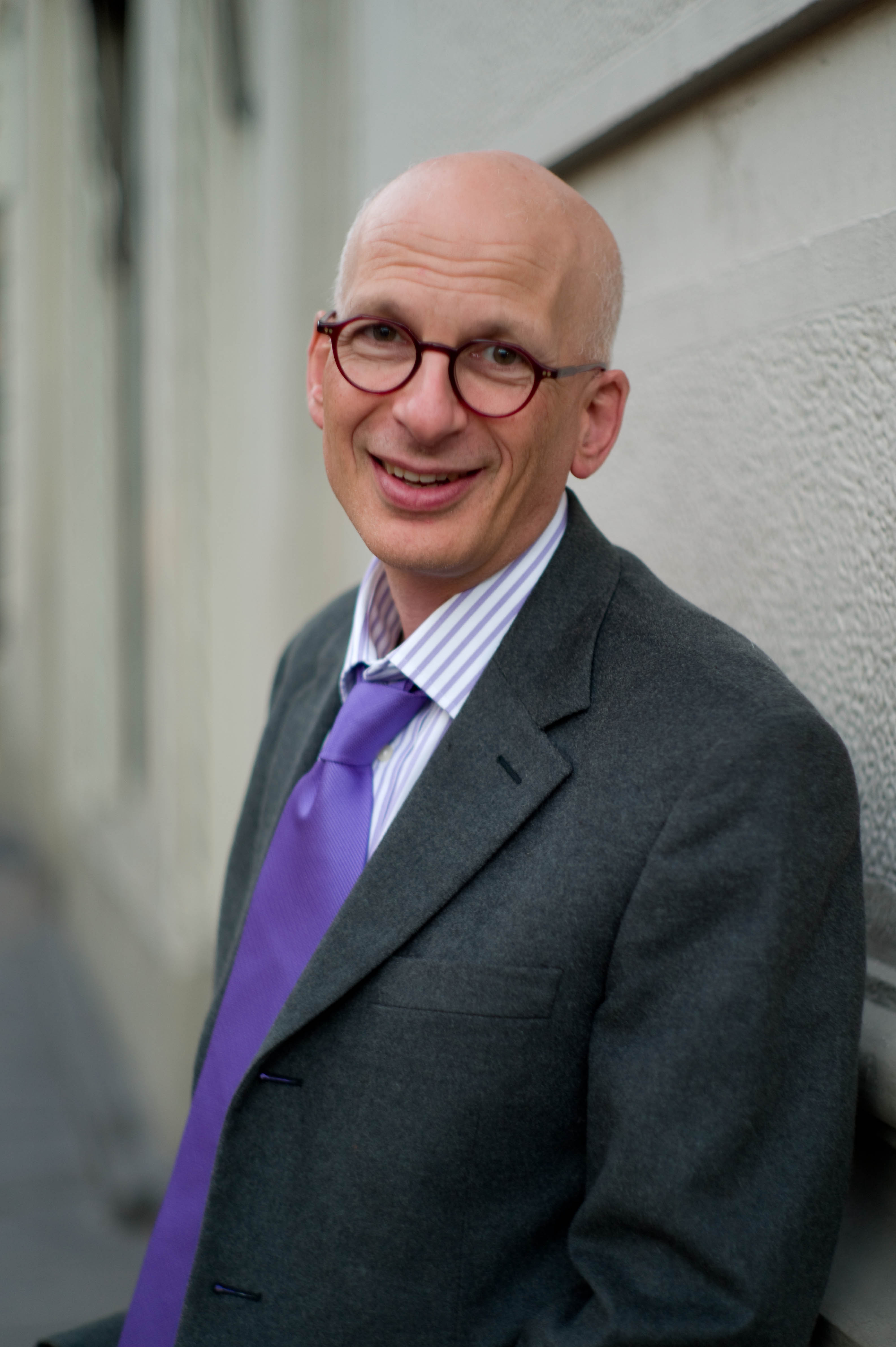
Seth Godin (* 1960)

- Godina, Jelena Michailowna (* 1977), russische Volleyballspielerin
- Godina, John (* 1972), US-amerikanischer Kugelstoßer und Diskuswerfer
- Godinat, André (1903–1979), französischer Radrennfahrer
- Godinet, Auguste (1853–1936), französischer Segler
- Godinez Flores, Ramón (1936–2007), mexikanischer Geistlicher und römisch-katholischer Bischof von Aguascalientes
- Godínez, Damaris (* 1999), mexikanische Fußballspielerin
- Godínez, Eddier (* 1984), costa-ricanischer Straßenradrennfahrer
- Godínez, José de Jesús (* 1997), mexikanischer Fußballspieler
- Göding, Heinrich (1531–1606), deutscher Maler, Kupferstecher, Miniaturist
- Godinho, João Baptista Vieira (1742–1811), portugiesischer Gouverneur von Portugiesisch-Timor
- Godinho, Luís (* 1985), portugiesischer Fußballschiedsrichter
- Godinho, Marcus (* 1997), kanadischer Fußballspieler
- Godinho, Sérgio (* 1945), portugiesischer Poet, Musiker, Komponist und Sänger
- Godino, Michele (* 1992), italienischer Snowboarder
- Godinus († 627), fränkischer Adliger und Hausmeier
- Godioz, Gaudenzio (* 1968), italienischer Skilangläufer
- Godivier, Marcel (1887–1963), französischer Radrennfahrer

### Godk
- Godknecht, Wilhelm (* 1869), deutscher Politiker (SPD)

### Godl
- Gödl, Ernst (* 1971), österreichischer Landespolitiker (ÖVP), Landtagsabgeordneter, Mitglied des Bundesrates
- Gödl, Helga (1915–2005), österreichische und deutsche Skirennläuferin
- Gödl-Brandhuber, Lily (1875–1953), österreichisch-tschechoslowakische Malerin
- Godla, Denis (* 1995), slowakischer Eishockeytorwart
- Godlas, Alan, US-amerikanischer Islamwissenschaftler
- Godlee, Rickman (1849–1925), britischer Chirurg und Pionier der Gehirnchirurgie
- Godlevsky, Adaya (* 1974), israelische Improvisationsmusikerin (Harfe, Stimme)
- Godlewski, Carl (1862–1949), deutscher Zirkus-Clown, Akrobat, Ballettmeister, Tanzlehrer und Choreograf
- Godlewski, Curt (1880–1959), deutscher Verwaltungsjurist
- Godley, Adam (* 1964), britischer Theater- und FilmschauspielerAdam Godley (* 1964)

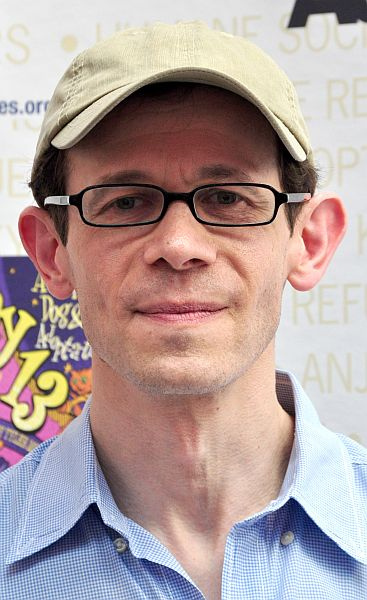
Adam Godley (* 1964)

- Godley, Alexander (1867–1957), britischer General
- Godley, Charlotte (1821–1907), englisch-neuseeländische Autorin zahlreicher in Neuseeland geschriebener Briefe und einem Buch, in dem sie ihre Briefe zusammengefasst hat
- Godley, Janey (1961–2024), britische Komikerin, Schauspielerin und Drehbuchautorin
- Godley, John Robert (1814–1861), Gründer der Kolonie Canterbury in Neuseeland
- Godley, Kevin (* 1945), britischer Musiker und Musikvideo-Regisseur
- Godley, Wynne (1926–2010), englischer Oboist und Ökonom
- Godlieb, Ayad (* 1999), surinamischer Fußballspieler
- Godliman, Kerry (* 1973), englische Schauspielerin und KomikerinKerry Godliman (* 1973)

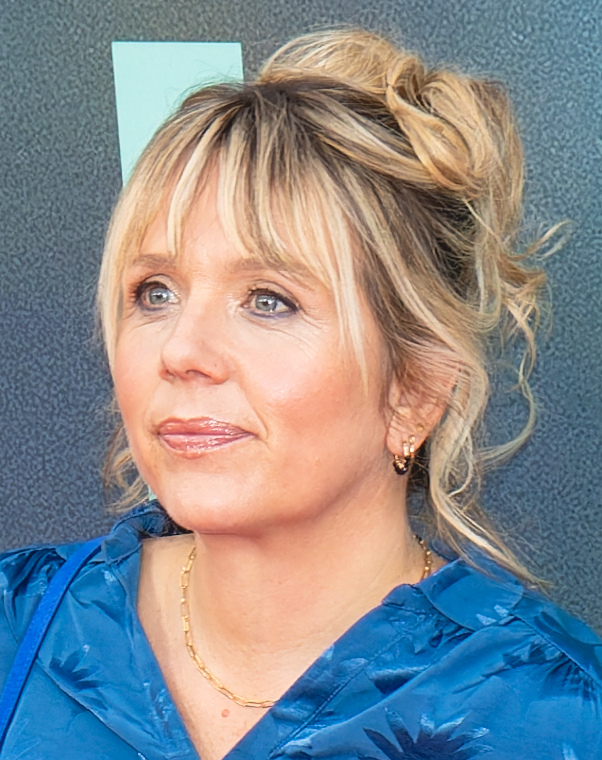
Kerry Godliman (* 1973)

- Godłowski, Kazimierz (1934–1995), polnischer Archäologe und Historiker
- Godly, Conrad Jon (* 1962), Schweizer Künstler

### Godm
- Godman, Frederick DuCane (1834–1919), britischer Insekten- und Vogelkundler
- Godman, James H. (1808–1891), US-amerikanischer Jurist, Offizier und Politiker
- Godman, Patricia (1939–2019), schottische Politikerin
- Godman, Peter (1955–2018), neuseeländischer Mittellateinischer Philologe und Historiker
- Godmanis, Ivars (* 1951), lettischer Volkswirt und Politiker, MdEP
- Godmilow, Jill (* 1943), US-amerikanische Filmregisseurin und -produzentin

### Godo
- Godø, Emma Stølen (* 2000), norwegische Fußballspielerin
- Godo, Sabri (1929–2011), albanischer Schriftsteller und Politiker
- Godoi, Marcos Antonio Menezes (* 1966), brasilianischer Fußballspieler
- Godoi, Víctor (* 1975), argentinischer Boxer (Superfliegengewicht)
- Godoj, Thomas (* 1978), polnisch-deutscher Pop-Sänger und SongwriterThomas Godoj (* 1978)

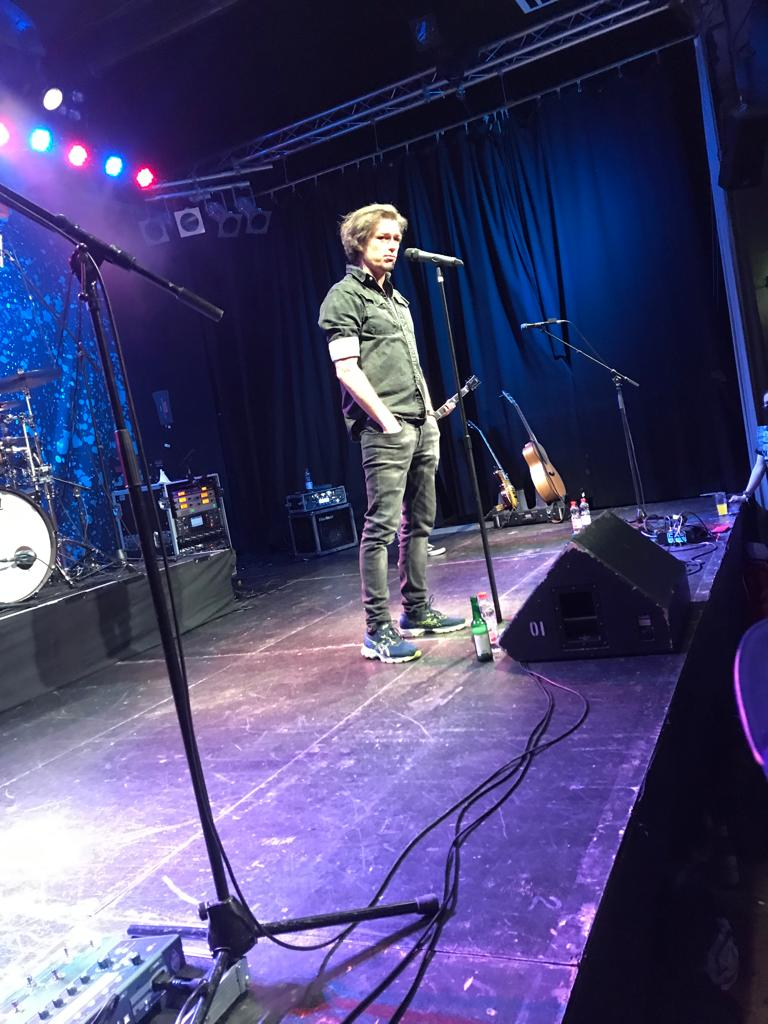
Thomas Godoj (* 1978)

- Godolin, Pierre (1579–1649), provenzalischer Dichter
- Godolphin of Godolphin, Francis (1605–1667), englischer Aristokrat und Royalist
- Godolphin, Francis († 1652), englischer Gutsherr und Politiker
- Godolphin, Francis, 2. Earl of Godolphin (1678–1766), britischer Peer und Politiker
- Godolphin, Sidney (1610–1643), englischer Dichter
- Godolphin, Sidney, 1. Earl of Godolphin (1645–1712), britischer Politiker
- Godolphin, William, Marquess of Blandford († 1731), britischer Adliger und Politiker
- Godomar, Burgunder
- Godomar I., Teilkönig der Burgunden
- Godomar II., König der Burgunden
- Godon, Dorian (* 1996), französischer Radrennfahrer
- Godon, Éric (* 1959), belgischer Schauspieler und Regisseur
- Godon, Margarete (1909–2005), deutsche Graphikerin, Malerin und Bildhauerin
- Godow, Fritz (1851–1932), deutscher Schriftsteller und Lehrer
- Godowsky, Dagmar (1897–1975), US-amerikanische Stummfilmschauspielerin
- Godowsky, Leopold (1870–1938), polnisch-amerikanischer Pianist und KomponistLeopold Godowsky (1870–1938)

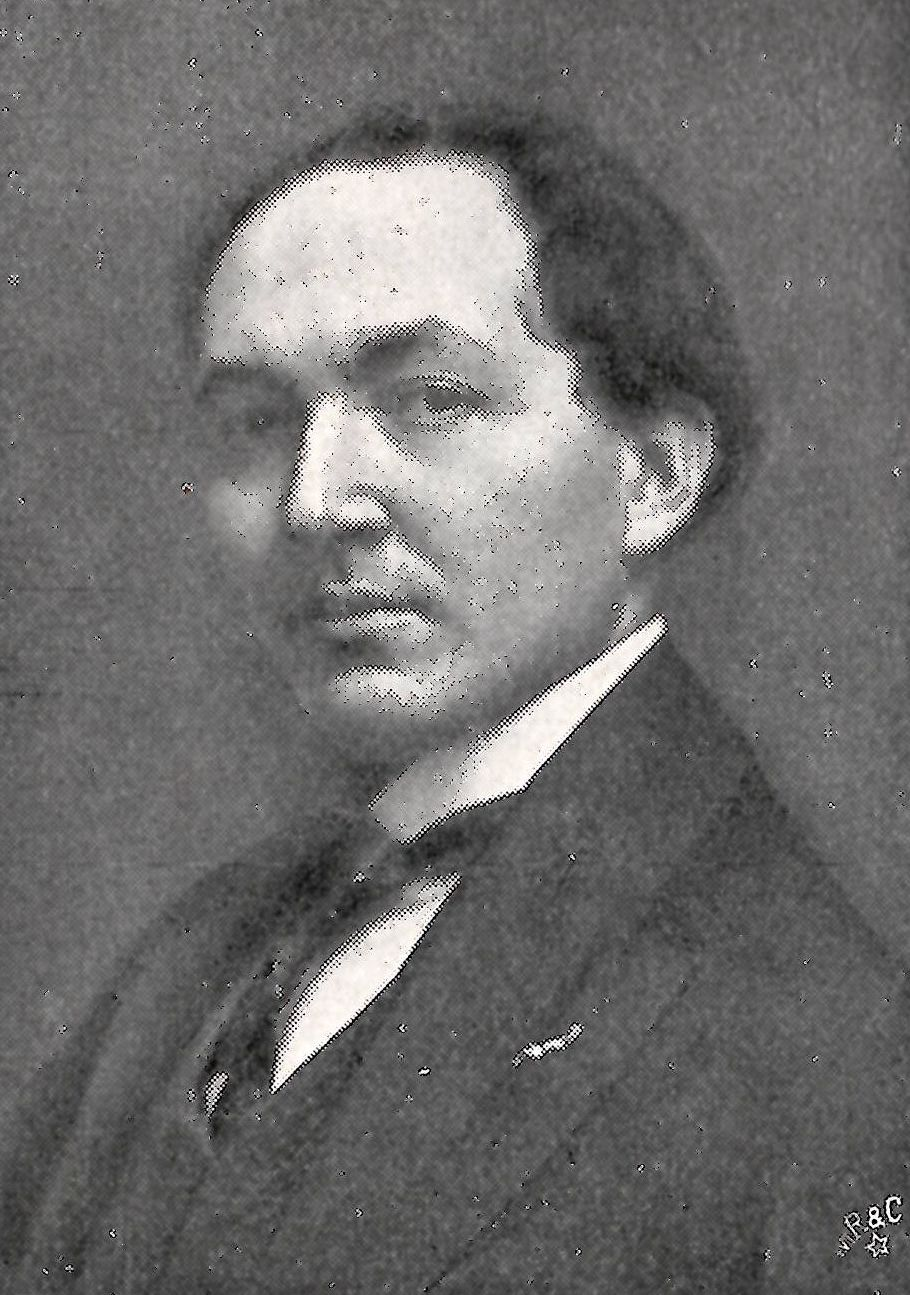
Leopold Godowsky (1870–1938)

- Godoy Labraña, Carlos Alberto (* 1969), chilenischer römisch-katholischer Geistlicher, Bischof von Osorno
- Godoy y Borbón, Carlota Luisa de (1800–1886), Gräfin von Chinchón und Markgräfin von Boadilla del Monte
- Godoy, Adán (* 1936), chilenischer Fußballtorhüter
- Godoy, Alex (* 1971), andorranischer Fußballspieler
- Godoy, Andrés (* 1953), chilenischer Musiker und Musikproduzent
- Godoy, Aníbal (* 1990), panamaischer Fußballspieler
- Godoy, Armand (* 1976), andorranischer Fußballnationalspieler
- Godoy, Benedicto (* 1924), bolivianischer Fußballspieler
- Godoy, Caíque França (* 1995), brasilianischer Fußballspieler
- Godoy, Dagoberto (1893–1960), chilenischer Pilot, der als erster die Anden überflog
- Godoy, Eric (* 1987), chilenischer Fußballspieler
- Godoy, Francesc (* 1986), spanischer Triathlet
- Godoy, Gonzalo (* 1988), uruguayischer Fußballspieler
- Godoy, Hernán (1941–2025), chilenischer Fußballspieler
- Godoy, Iñaki (* 2003), mexikanischer SchauspielerIñaki Godoy (* 2003)

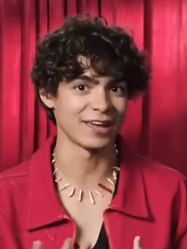
Iñaki Godoy (* 2003)

- Godoy, Lucio (* 1958), argentinischer Komponist
- Godoy, Luiz de (* 1988), brasilianischer Dirigent, Chorleiter, Pianist und Musikpädagoge
- Godoy, Manuel de (1767–1851), spanischer Staatsmann
- Godoy, Renata (* 2005), argentinische Leichtathletin
- Godoy, Rosa (* 1982), argentinische Leichtathletin
- Godoy, Sergio (* 1988), argentinischer Straßenradrennfahrer

### Godr
- Godragpa Sönam Gyeltshen (1182–1261), tibetischer Meister des tibetischen Buddhismus
- Godras, Bogdan (1948–2020), polnischer Radrennfahrer und Radsporttrainer
- Godrèche, Judith (* 1972), französische Schauspielerin
- Godred Don († 1231), König der westschottischen Inseln
- Gödrich, August (1859–1942), deutscher Radrennfahrer
- Godrich, Nigel (* 1971), englischer Musikproduzent
- Godron, Benjamin (1902–1965), deutscher Maler und Zeichner
- Godron, Dominique Alexandre (1807–1880), französischer Botaniker
- Gödrös, Katalin (* 1969), Schweizer Filmregisseurin, Drehbuchautorin, Produzentin
- Gödrös, Margot (* 1939), Schweizer Schauspielerin

### Gods
- Godse, Nathuram (1910–1949), indischer Attentäter, Mörder von Mahatma GandhiNathuram Godse (1910–1949)

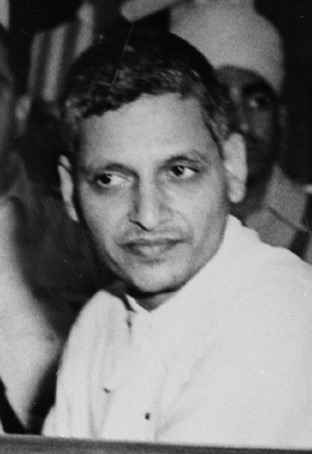
Nathuram Godse (1910–1949)

- Godshalk, William (1817–1891), US-amerikanischer Politiker
- Godsick, Nicholas (* 2004), US-amerikanischer Tennisspieler
- Godske, Poul (1929–2011), dänischer Jazzmusiker (Piano, Vibraphon, Keyboard, Saxophon) und Filmkomponist
- Godson, John (* 1970), polnischer Politiker, Mitglied des Sejm

### Godt
- Godt, Eberhard (1900–1995), deutscher Konteradmiral im Zweiten Weltkrieg
- Godt, Frank (* 1966), deutscher Szenenbildner
- Gödtel, Thomas (* 1983), deutscher Eishockeyspieler
- Godtfredsen, Lars (1933–2018), grönländischer Politiker
- Godtfredsen, Nuka K. (* 1970), grönländischer Grafikdesigner und Zeichner
- Godthelp, Henk (* 1956), australischer Wirbeltier-Paläontologe
- Gödtke, Isaak Gottfried (1691–1765), deutscher Bürgermeister von Conitz und Regionalhistoriker
- Godtknecht, August (1824–1888), deutscher Genremaler
- Godts, Mika (* 2005), belgischer Fußballspieler

### Godu
- Godulla, Karl (1781–1848), deutscher Großindustrieller
- Godunow, Alexander Borissowitsch (1949–1995), russischer Balletttänzer und Schauspieler
- Godunow, Boris (1552–1605), russischer ZarBoris Godunow (1552–1605)

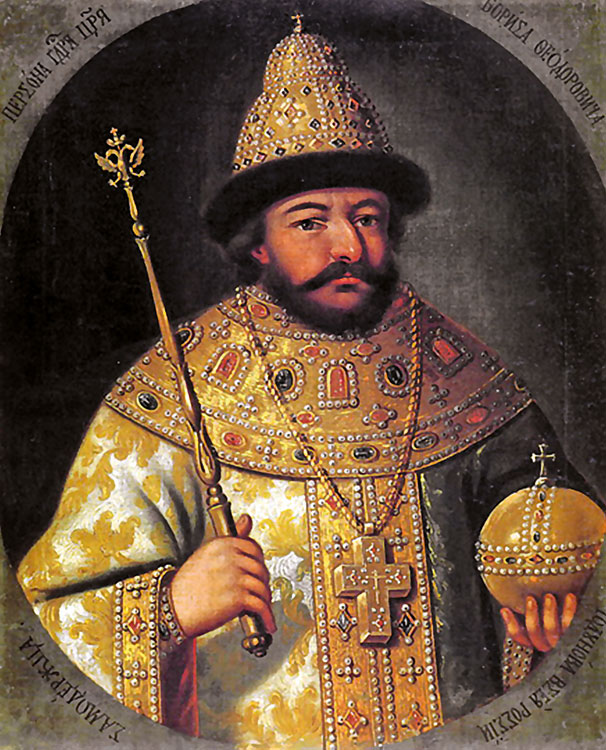
Boris Godunow (1552–1605)

- Godunow, Sergei Konstantinowitsch (1929–2023), russischer Mathematiker
- Godunowa, Irina Fjodorowna, russische Zarin und Gemahlin des Zaren Fjodor I.

### Godw
- Godward, John William (1861–1922), britischer Maler
- Godwin von Wessex († 1053), englischer Adliger und einer der mächtigsten Männer Englands jener Zeit
- Godwin, Blake-More (1894–1975), US-amerikanischer Kunsthistoriker
- Godwin, Bob (1911–1980), US-amerikanischer Boxer im Halbschwergewicht
- Godwin, Catherina (1884–1958), deutsche Schriftstellerin und Journalistin
- Godwin, Chris (* 1996), US-amerikanischer Footballspieler
- Godwin, Edward William (1833–1886), englischer Architekt und Designer
- Godwin, Elija (* 1999), US-amerikanischer Sprinter
- Godwin, Francis (1562–1633), englischer Bischof und Schriftsteller
- Godwin, Hannibal Lafayette (1873–1929), US-amerikanischer Politiker
- Godwin, Harry (1901–1985), britischer Botaniker
- Godwin, Joscelyn (* 1945), englischer Musikwissenschaftler, Übersetzer und Komponist
- Godwin, Linda M. (* 1952), US-amerikanische Astronautin
- Godwin, Mike (* 1956), US-amerikanischer Anwalt und Autor
- Godwin, Mills E. (1914–1999), US-amerikanischer Politiker
- Godwin, Neville (* 1975), südafrikanischer Tennisspieler
- Godwin, Parke (1929–2013), US-amerikanischer Fantasy- und Science-Fiction-Autor
- Godwin, Paul (1902–1982), polnisch-niederländischer Geiger und Orchesterleiter
- Godwin, Peter, britischer Musiker
- Godwin, Samson (* 1983), nigerianischer Fußballspieler
- Godwin, Simon (* 1975), englischer Theaterregisseur und -direktor
- Godwin, Tom (1915–1980), US-amerikanischer Science-Fiction-Autor
- Godwin, Tommy (1912–1975), britischer Radsportler
- Godwin, Tommy (1920–2012), britischer Bahnradsportler
- Godwin, William (1756–1836), englischer SchriftstellerWilliam Godwin (1756–1836)

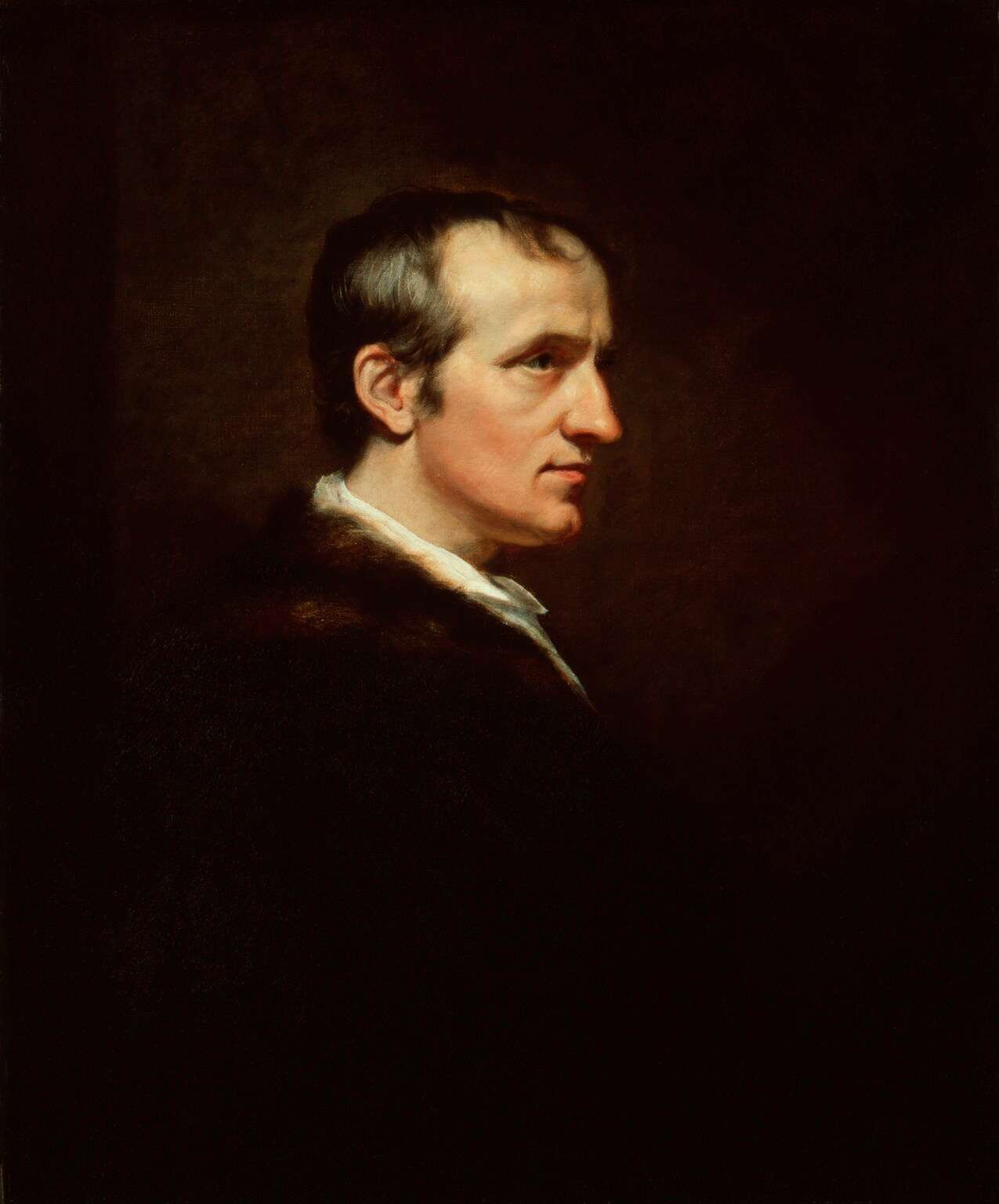
William Godwin (1756–1836)

- Godwin-Austen, Alfred Reade (1889–1963), britischer Offizier der British Army
- Godwin-Austen, Henry Haversham (1834–1923), englischer Topograph, Geologe und Entdecker
- Godwin-Austen, Robert Alfred Cloyne (1808–1884), englischer Geologe
- Godwinson, Gyrth († 1066), Sohn des Earl Godwin Wulfnothson von Wessex
- Godwinson, Leofwine (1035–1066), Heerführer und Earl of Kent
- Godwinson, Sweyn († 1052), englischer Adliger
- Godwinson, Wulfnoth (1035–1094), Sohn des Earl Godwin Wulfnothson of Wessex und Bruder des kurzzeitigen englischen Königs Harold Godwinson

### Gody
- Godyak, Valery (* 1941), russisch-US-amerikanischer Physiker
- Godyla, Heinz (1941–2020), deutscher Fußballspieler

### Godz
- Godzik, Peter (* 1946), evangelisch-lutherischer Theologe, Autor und Herausgeber
- Godzinsky, George de (1914–1994), finnischer Komponist, Dirigent und Pianist
- Godziszewski, Jerzy (1935–2016), polnischer Pianist und Musikpädagoge